# Thomas Kruse (Künstler)

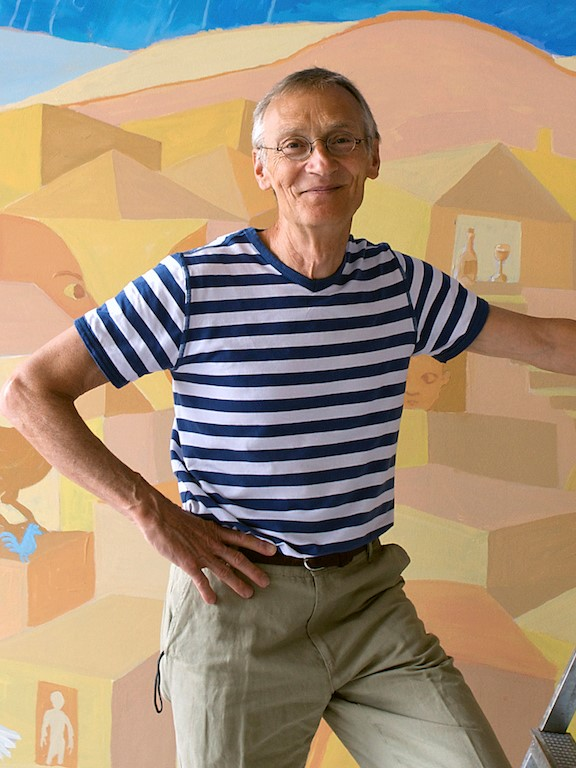
Thomas Kruse vor seiner Wandmalerei in der Pamukkale-Universität in Denizli (2010).

Thomas Kruse (* 18. Juli 1943 in Odense) ist ein dänischer Architekt, Maler, Grafiker und Bühnenbildner, politischer Aktivist und Mitglied der Graswurzelbewegung.

## Herkunft
Thomas Kruse wurde als Sohn des Arztes und Kommunisten Ejnar Kruse (1911‒1964) und seiner Frau auf der Insel Fünen geboren. Sein Vater war der Chef der Widerstandsbewegung gegen die deutsche Besatzung und die Nationalsozialisten auf Fünen. In der Besatzungszeit tauchte er unter, weil nach ihm gefahndet wurde. Auch seine Mutter und Thomas selbst mussten 1944 für mehr als ein Jahr in den Untergrund gehen. Seine Mutter war Flüchtling und Kriegsopfer im eigenen Land. Trotz – oder gerade wegen – diesem frühen, tief greifenden eigenen Trauma hat Thomas Kruse keine Probleme damit, sich mit traumatisierten Flüchtlingsfamilien zu solidarisieren, die nach Europa (und auch nach Dänemark) kommen. In seiner Familie und dem miterlebten politischen Kampf unter und nach der Besetzung Dänemarks lernte der junge Kruse das politische Engagement von der Pike auf. ‒ Thomas Kruse wuchs in einer Familie zusammen mit zwei Schwestern auf. Die Familie hatte großes Interesse an Kunst, Musik, Literatur und Theater, was Thomas Kruse ganz offensichtlich auch geprägt hat.

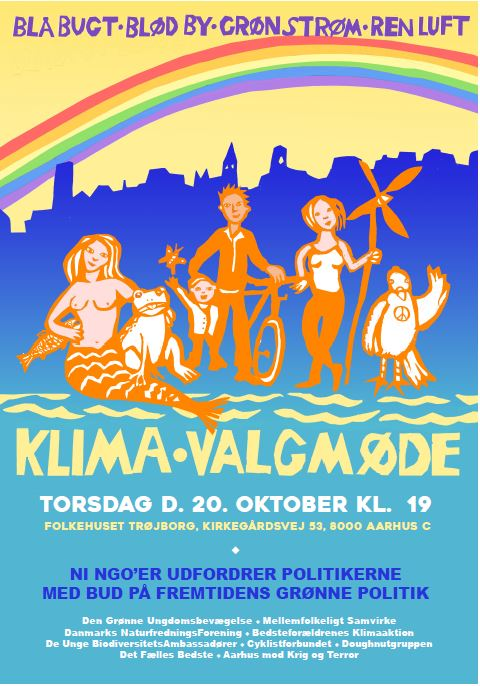
Plakat von Thomas Kruse zu einer „Klima-Wahlveranstaltung“ am 20. Oktober 2022 in Århus, Linolschnitt auf Papier.

## Jugend
Als Gymnasialschüler nahm der junge Thomas Kruse an den ersten Anti-Atom-Protestmärschen 1959/1960 zusammen mit dem Künstler Carl Scharnberg teil. Er kam nach der Schulzeit nach Aarhus und begann dort an der Universität 1962 ein Studium der Medizin, fand nach einigen Semestern aber heraus, dass ihn seine Interessen mehr in eine künstlerische Richtung zogen. Er orientierte sich erst in der Studentengemeinde der Universität und engagierte sich dann in der Studentenbühne. Er konnte zeichnen und malen und bekam daher schnell Bühnenbildaufgaben und Aufträge zur Entwicklung von Kulissen und Kostümen. Zuerst für die Studentenbühne in der Vestergade in Århus, später auch bei anderen Bühnen. Das Kollektive im Planungs- und Vorbereitungsprozess für Theateraufführungen zog ihn an. Die Leute dort hatten viele verschiedene Aufgaben bei der Produktion eines Stücks, fungierten aber gleichzeitig als Kollektiv. Das war attraktiv für ihn. Nach einigen Semestern tauschte Thomas Kruse daher 1967 die Medizin gegen die Architektur, die ihm künstlerisch und politisch besser passte. Das Architekturstudium schloss er 1973 erfolgreich ab. Die bühnenbildnerische Arbeit war es, die ihm in den folgenden 20 Jahren das Brot auf den Tisch brachte.

## Künstlerische Entwicklung
Seit 1960 hat Kruse neben der Theaterarbeit Kinderbücher, Gedichtsammlungen, Zeitschriften und Fachbücher illustriert und außerdem Schallplattenhüllen und Plakate gestaltet. Kruse benutzt eine figurative Bildsprache, die lebendig und erzählend z. B. Menschen und ihren Alltag beschreibt. Er ist der Auffassung, dass die figurative Kunst immer die Kunst sein wird, die die Menschen als kollektive und handelnde optimistische Individuen zeigt, ganz im Gegensatz zur, wie er es sieht, vorherrschenden bürgerlichen Kunst mit ihren Bildern voller menschlicher Leere und Einsamkeit. Er hält es für wichtig, Menschen als solidarisch und liebend zu zeigen. Diese Aufgabe müsse die Kunst ganz allgemein auch haben. Er denke, dass es wichtig sei, die Kunst an die Wirklichkeit zu koppeln, an die Natur und an die Stadt, sagt Thomas Kruse. Der Künstler habe damit eine wichtige pädagogische Aufgabe, das Kunstwerk müsse einen erzieherischen Zweck verfolgen. Der grafische Ausdruck auf dem Plakat eigne sich sehr gut dafür, diesen Standpunkt künstlerisch deutlich zu machen – es sei so, als sage man schwarz-weiß wie auf [alten] Fotografien, ohne irgendwelche Grautöne. In diesem Sinn seien seine Bilder aufzufassen und sie seien für die verschiedensten Zwecke zu gebrauchen – vom Aufkleber bis zum Plakat. In den 1960er Jahren stand Thomas Kruse mit einem selbst gemalten Schild auf der Straße und demonstrierte gegen die griechische Militärdiktatur und die Apartheid in Südafrika. Auf dem Schild stand: „Think again man“. In diesem Sinne hängen seine Plakate auf der ganzen Welt.

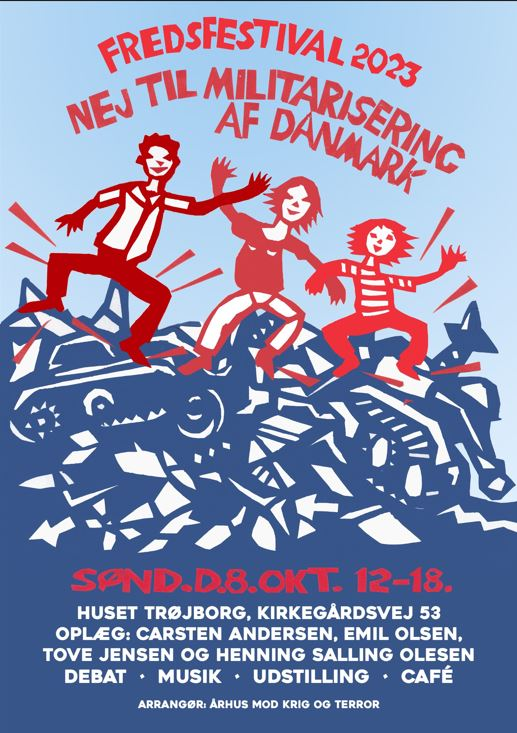
Plakat zum Friedensfestival 2023 in Århus unter dem Motto „Nein zur Militarisierung Dänemarks“, Linolschnitt auf Papier.

Thomas Kruse war von 1969 bis 1978 Mitglied des Künstlerkollektivs Røde Mor, das u. a. durch seine Plakatkunst berühmt geworden ist. Dort hat er von und mit Dea Trier Mørch im Grafik-Kollektiv gelernt, dass die bildliche Darstellung und die Schrift eine grafische Einheit bilden müssen, dass in der Plakatkunst, die bei Røde Mor vor allem im Linolschnitt-Verfahren hergestellt wurde, die Schrift ein Teil des Bildes ist. Deshalb benutzt er kein eigenes Textteil, das er einsetzt, sondern er schneidet die Buchstaben einzeln auf der Druckvorlage. Und das sowohl beim Titel als auch beim erklärenden, hinweisenden Text. Erst so ergibt sich für ihn der sichtbare innere Zusammenhang zwischen der bildlichen Darstellung und dem Text eines Bildes. In einem ausführlichen und bebilderten Artikel hat Thomas Kruse die Arbeit und die Geschichte von Røde Mor beschrieben.
Seit dem Ende der 1960er Jahre hat Kruse eine sehr große Anzahl von Plakaten geschaffen, mit denen Røde Mor den antiimperialistischen Kampf „draußen in der Welt“, den Kampf gegen die NATO, Friedensarbeit und die Arbeit für die lokalen Bewohner unterstützen wollte. Seit 1978 gehört Thomas Kruse dem Stiftungsrat von Røde Mor an. Außerdem organisiert er weiterhin in Zusammenarbeit mit dem Dänischen Plakatmuseum in Århus Ausstellungen der Plakatkunst von „Røde Mor“.
Eine der Arbeitsformen, die ihm besonders am Herzen liegt, ist die künstlerische Arbeit mit Kindern. Schon bei seinem ersten Schulprojekt wurde er davon mitgerissen: „Es ist fantastisch energievoll, mit Kindern in der Kunstwerkstatt zu arbeiten. Ich frage die Schüler, wie sollte ihre Schule denn aussehen? Wo ist der schlimmste Platz in der Schule? Was für eine Geschichte soll das werden?“ Mit solchen Initialfragen motiviert Kruse die Schüler, sich mit ihrer unmittelbaren, von ihnen täglich erlebten Umgebung auseinanderzusetzen und ihre persönlichen Erfahrungen in den dann folgenden künstlerischen Prozess einzubringen. „Bei vielen Kunstprojekten an Schulen ist die Wandmalerei zum konkreten Eigentum der Kinder an den Schulgebäuden geworden. Wenn ich mitgemacht habe, durfte ich die Schulwände und Flure bemalen!“ Die Zusammenarbeit hat bislang zu 150 Ausschmückungsprojekten in Schulen und Institutionen geführt und dies nicht nur in Dänemark, sondern auch im Ausland, so im Sommer 2010 in der Pamukkale-Universität in Denizli in der Türkei. Kruse: „Ich fühle mich auf einer Linie mit Kindern, weil ja meine eigenen Bilder wie die der Kinder Geschichten erzählen und ebenso figurativ sind wie ihre. Die Bilder der Kinder sind ja eine Verlängerung ihrer eigenen Redeweise, ihrer Lieder und Spiele. Kleine Kinder haben hunderte Sprachen, sagt man. Es ist ein großes Vergnügen gewesen, mit Kindern künstlerisch zu arbeiten.“„Genauso wie ein Kind sein eigenes Universum auf einem Stück Papier unterbringen kann, kann ich einige Welten erschaffen, die es noch nicht gibt. Auf eine bestimmte Weise ist es so, als wäre man Gott in seinem eigenen kleinen Stück Universum.“

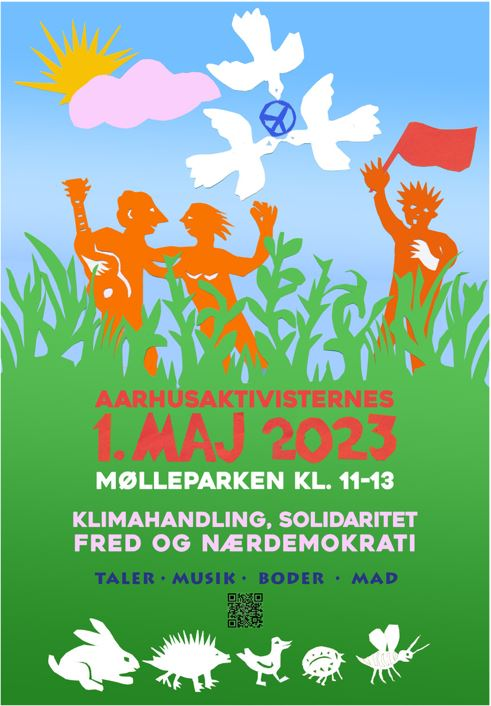
Plakat für die Aarhus-Aktivisten zum 1. Mai 2023.

Ende 1989 machte Kruse zusammen mit Dea Trier Mørch und Milton Blanc Aktionsmalerei unter dem Motto Kærlighed og Mørke (Zärtlichkeit und Finsternis) am Øbrohuset in Kopenhagen. Im Juli 1991 reisten die drei Künstler nach Südamerika und nach Kuba und gestalteten Wandmalereien im H.-C.-Andersen-Kindergarten in Havanna, und danach eine 170 m² große Wandmalerei an der Außenwand des kubanischen Transportministeriums zusammen mit kubanischen Kameraden.
Zum 1. Mai 2021 hat Kruse für die Zeitung „Arbejderen“ (Der Arbeiter) ein Plakat entworfen, zu dem er sagt:

„Das Motiv ist ein Bild, das zeigt, das die Freiheit fliegt. Ich habe an einen Text von Otto Gelsted gedacht, der sagt, das von keinem Naturgesetz abgeleitet werden könne, dass die Menschheit frei werden kann […] und dass es nur die Menschen selbst sind, die den Menschen Freiheit geben können. Daher gibt es auf dem Plakat eine Freiheitsgöttin, die in die Wolken fliegt, und weit darunter sind Menschen in Bewegung, was zeigt, dass etwas geändert werden kann.“

 Sein Plakat zum 1. Mai 2023 war ein Aufruf für die Århus-Aktivisten zu einem Treffen im Mølleparken (Mühlenpark) in Århus unter dem Motto: ”Klimamaßnahmen – Solidarität – Frieden – Bürgernahe Demokratie”
Und im Wahlkampf zur Kommunalwahl am 16. November 2021 wurden von der „Einheitsliste“ Plakate von Thomas Kruse eingesetzt.

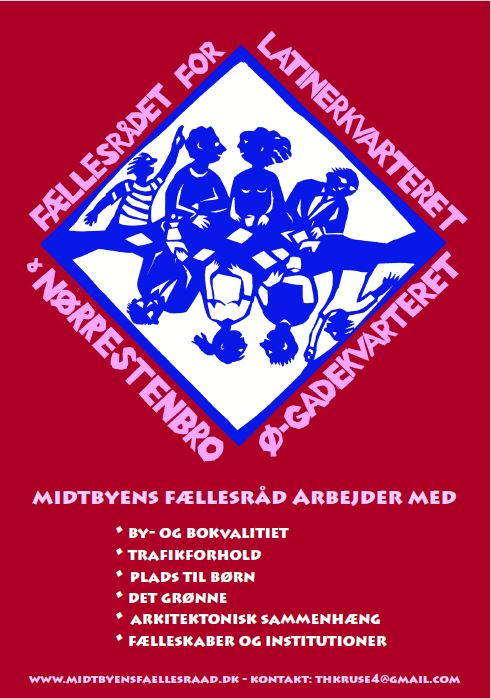
Titelseite eines Faltblatts von Thomas Kruse zum 50-jährigen Bestehen des Nachbarschaftsrats im Zentrum von Århus, Linolschnitt auf Papier.

## Gesellschaftliches Engagement
Kruses Herz brennt auch für seine nähere Umgebung, das Milieu. Er ist immer noch in der Einwohnerinitiative für das Sjællandsgade-Quartier in Århus aktiv, die sich 1972 als Verein gegründet hat und deren Gründungsmitglied er ist. engagiert, inspiriert durch die Werte und Aktivitäten der Graswurzelbewegung, und er war im Gemeinderat für das Stadtzentrum aktiv. Er hat selbst seit dem Ende der 1960er Jahre im Øgade-Quartier in Århus gewohnt und hat in Jahrzehnten zusammen mit den anderen Bewohnern Nein gesagt zu den Plänen der Kommune und der Finanzbeamten, das Quartier zu verändern. Stattdessen haben die Bewohner ihre eigenen Alternativen ausgearbeitet, sie dann öffentlich diskutiert und im Stadtrat beraten und beschließen lassen.

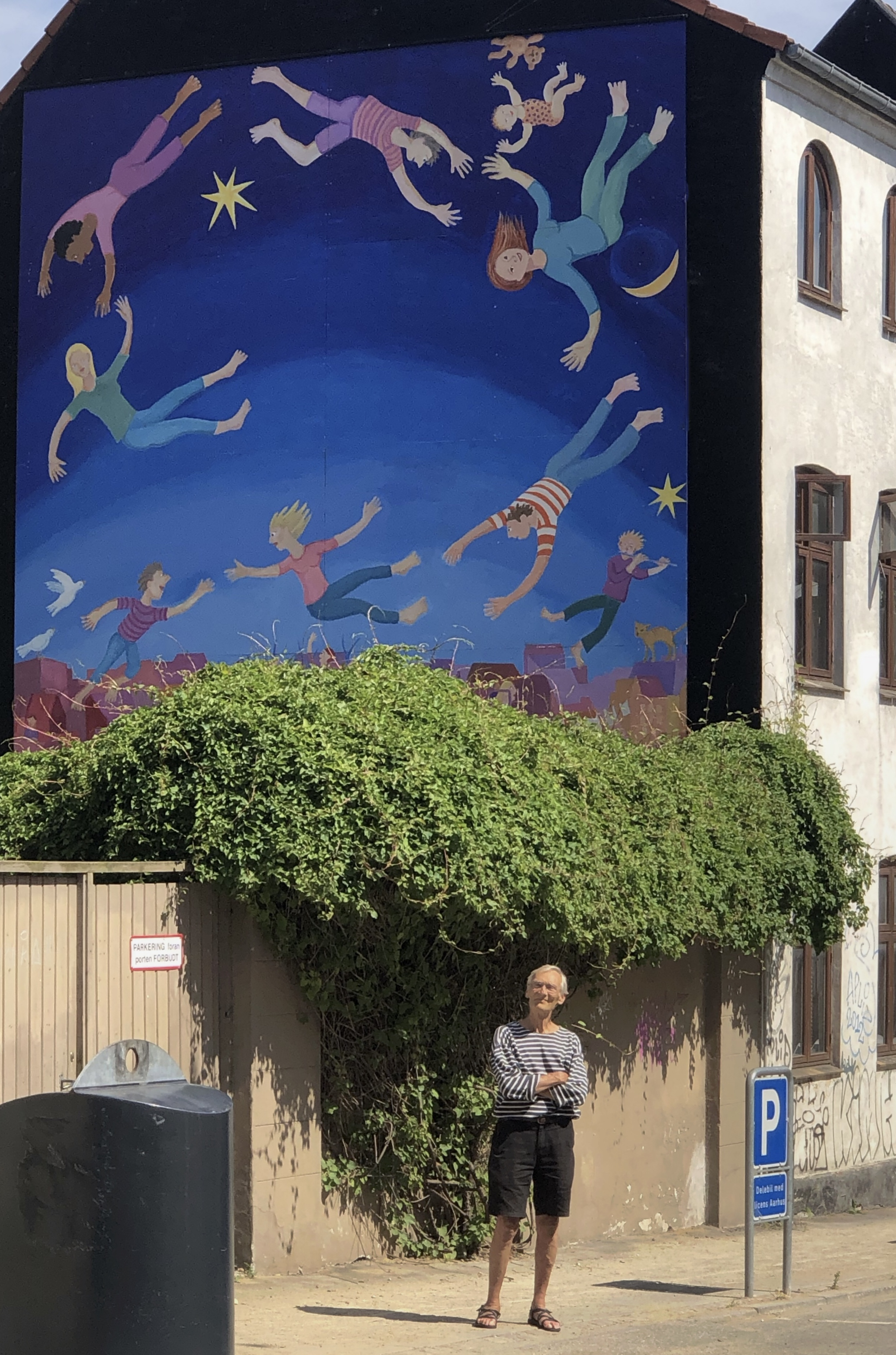
Thomas Kruse vor seinem Wandbild „Der Traum vom guten Leben in der Stadt“ in der Sjællandsgade in Århus.

Thomas Kruse ist Vorsitzender des Gemeinderats im Zentrum von Århus und 1971 gründete er „Børnenes Jord“ (Die Erde der Kinder), eine von Kindern mit Unterstützung der Erwachsenen gestalteten Spielregion im Zentrum von Århus in der Thunøgade. Diese Freistatt-Anlage ist auch ein Erholungsort für die Bewohner des Quartiers und heißt jetzt „Børnenes og Beboernes Jord“ (Die Erde der Kinder und Anwohner). Kruses Treibkraft und sein Leitsatz für seine künstlerische und politische Arbeit war und ist weiterhin: „Ich habe versprochen, so lange zu spielen, wie ich lebe“. Dieses Versprechen ist vor allem eines an sich selbst, eine Selbstverpflichtung. Für ihn ist das Spiel etwas, das man freiwillig tut und in das man eintauchen kann. Im Spiel kann man Zeit und Ort vergessen, genau wie Kinder, wenn sie spielen. Spielen heißt aber nicht, dass man nur zum Spaß spielt. Man kann durchaus auch ernste Dinge spielen, und für Thomas Kruse geht es beim Spielen darum, Lust und Lebensenergie in seine Arbeit zu bringen.
Zu Kruses Engagement in seinem Wohnquartier gehört auch, dass er in Zusammenarbeit mit den Bewohnern durch künstlerische Aktivitäten zur Verschönerung der Stadt-Architektur beiträgt. Er wohnt selbst in der Sjællandsgade, einer früheren Einkaufsstraße in Århus. 1984 hat er den Giebel in der Sølystgade 34 mit einem Friedensmotiv bemalt – ein Porträt von Århus als friedliche Stadt, auf dem ein Schild „Kultur für den Frieden“ auf eine Vereinigung von Künstlern, die Ausstellungen, Plakate und Veranstaltungen gegen Rüstung und Raketen in Europa organisiert, hinweist. Im Jahr 2020 hat er an einer fenster- und schmucklosen Giebelwand, die durch eine Baulücke vor dem etwa 100 Jahre alten Haus Sjællandsgade 74sichtbar wird, ein großformatiges Gemälde mit dem Titel Der Traum vom guten Leben in der Stadt geschaffen. Die Wand war bisher als Außenwand nur mit einer Bitumenschicht verputzt. Die Front des Hauses ist nicht sonderlich gepflegt und durch Graffities hebt es sich von den Nachbarhäusern ab. Die Besitzerin hat es bislang nicht geschafft, die Graffities entfernen zu lassen. Das Gemälde misst nach Angaben der Zeitung Aarhus Stiftstidende 6 × 6 m und ist auf Platten gemalt, die speziell gegen Korrosion und Umwelteinflüsse geschützt worden sind. Die großen Tafeln wurden innerhalb von zwei Wochen im Bürgerzentrum, das zu der Zeit wegen der COVID-19-Pandemie geschlossen war, bemalt und mit Hilfe einiger Handwerker und eines Gerüstes an der Wand montiert. Die Skizzen und Entwürfe erhielten die Eigentümerin des Hauses, deren Elternhaus es ist, die Mieter und die Nachbarn vorab zur Begutachtung, Mitentscheidung und Genehmigung vorgelegt und wurden von ihnen auch genehmigt. Die Stadt Århus hat die neue Dekoration des Hauses aus dem Kulturetat finanziell unterstützt. ‒ Und in Gellerup, einem sozialen Brennpunkt im Westen von Århus, hat Thomas Kruse 2020 und 2021 zwei weitere Wandgemälde auf Beton geschaffen. Mit diesen Wandbildern knüpft Kruse auch an seine Fassadenmalerei in Kopenhagen und Havanna an.
Das Dänische Plakatmuseum in Århus hat im August und September 2018 in Verbindung mit Kruses 75. Geburtstag seine Plakate mit der Ausstellung Stadtträume. Århus-Plakate von Thomas Kruse, in der insgesamt 220 seiner Plakate gezeigt wurden, gefeiert. Im Jahr 2023 feierte Thomas Kruse seinen 80. Geburtstags, ohne dass eine neue Ausstellung seiner Werke veranstaltet wurde.